# Ostrov u Macochy
Ostrov u Macochy (deutsch Ostrow, auch Bretterschlag) ist eine Minderstadt in Tschechien. Sie liegt neun Kilometer östlich von Blansko und gehört zum Okres Blansko.

## Geographie
Ostrov u Macochy befindet sich am Ostrand der Hochfläche Ostrovská plošina über dem Trockental des Bílá voda im Mährischen Karst. Östlich des Städtchens liegt das Tal des Baches Lopač, der in zwei Teichen gestaut wird, südlich von Ostrov versickert und unterirdisch in das Bílá voda mündet. Das Trockental des Bílá voda, ein Nebental der Punkva, führt südwestlich von Ostrov den Namen Suchý žleb und enthält zahlreiche Karsthöhlen. Am südlichen Ortsrand befindet sich die im 20. Jahrhundert entdeckte Höhle Balcarka. Zweieinhalb Kilometer südwestlich liegt die Doline Macocha. Östlich erhebt sich der Lopáč (560 m).
Nachbarorte sind Sloup, Šošůvka und Holštejn im Norden, Baldovec im Nordosten, Lipovec im Osten, Krásensko und Senetářov im Südosten, Kotvrdovice, Krasová und Vilémovice im Süden, Skalní Mlýn und Těchov im Südwesten, Obůrka und Nové Dvory im Westen sowie Suchdol und Vavřinec im Nordwesten.

## Geschichte
Der Ort wurde in der Mitte des 13. Jahrhunderts im Zuge der Kolonisation der Gegend durch die Herren von Hohlenstein angelegt. Die ersten Siedler kamen wahrscheinlich aus Bayern. Erstmals schriftlich erwähnt wurde das Dorf Preterslag im Jahre 1349. Der heutige Name Ostrov wurde 1406 erstmals verwendet, zu dieser Zeit war die deutsche Besiedlung wahrscheinlich bereits wieder erloschen. Es wird angenommen, dass sich auf dem Felsen beim Hof eine Feste befand, deren Besitzer seit 1406 das Prädikat von Ostrov verwendeten. Aus dem Jahre 1406 stammt auch die älteste Erwähnung eines Teiches. Ein Teil des Dorfes gehörte zur Herrschaft Hohlenstein, ein weiterer zu Jedovnice. Zwischen 1430 und 1437 verkaufte Vok IV. von Hohlenstein die Burg Hohlenstein mit allem Zubehör an Heník von Waldstein. Seit 1437 ist eine Pfarre in Ostrov nachweisbar. Nachdem Bernhard Drnovský um 1570 die Herrschaft Hohlenstein erworben hatte, vereinigte er sie mit Raitz. Zu Beginn des 17. Jahrhunderts bestand Ostrov aus 42 Häusern. Davon lagen 1656 als Folge des Dreißigjährigen Krieges neun wüst. Das Geschlecht Drnovský starb 1667 mit Johanka von Rogendorf gänzlich aus und die Besitzungen fielen ihren Sohn Johann Christian von Rogendorf zu. Das älteste Ortssiegel stammt aus dem Jahre 1687, es trug die Inschrift Sigillum Pagi Wostrow. Die Reichsgrafen zu Rogendorf und Mollenburg besaßen die Herrschaft bis 1763. Danach erwarb Anton Josef Altgraf zu Salm-Reifferscheidt den Besitz. 1785 wurde in Ostrov der Schulunterricht aufgenommen. 1799 lebten in dem Städtchen 649 Menschen, 1812 waren es 812. Gegenüber der Kirche wurde 1815 mit Unterstützung von Hugo Franz Altgraf zu Salm-Reifferscheidt ein neues Schulgebäude errichtet. 1843 hatte Ostrov 896 Einwohner.
Nach der Aufhebung der Patrimonialherrschaften bildete Ostrov/Ostrow ab 1850 eine Gemeinde in der Bezirkshauptmannschaft Boskowitz. Im Jahre 1890 hatte Ostrov 1220 Einwohner. Im Jahre 1900 bestand Ostrov aus 195 Häusern, in denen 1140 Personen lebten. 1912 erhob Kaiser Franz Joseph I. Ostrov zur Marktgemeinde. Zu dieser Zeit hatte Ostrov 1243 Einwohner. Die Bewohner ließen zum Dank in den Blansker Eisenwerken eine Büste Kaisers gießen, die vor dem Gasthaus U Němců in der neuen Parkanlage auf einem Tropfsteinsockel aufgestellt wurde. Die meisten der Einwohner arbeiteten in den Fabriken der Grafen Salm-Reifferscheidt-Raitz, insbesondere in den Eisenwerken von Blansko. Seit 1923 führt der Městys den amtlichen Namenszusatz u Macochy. Im selben Jahre wurde die Höhle Balcarka entdeckt und auf Initiative des Bürgermeisters Josef Šamalík der Öffentlichkeit zugänglich gemacht. 1930 öffnete auch die Císařská jeskyně für den Besucherverkehr. Während der deutschen Besetzung trug der Ort zwischen 1939 und 1945 wieder den ursprünglichen Namen Bretterschlag. 1948 wurde Ostrov u Macochy dem Okres Blansko zugeordnet. Die Besucherhöhle Císařská jeskyně musste 1952 wegen teilweise Überflutung geschlossen werden. Im Jahre 1983 eröffnete ein Kindersanatorium für Speläotherapie. Ostrov u Macochy führt seit 1995 ein Wappen und Banner. Im Zentrum des Ortes befindet sich ein Informationszentrum. Seit 2006 ist Ostrov wieder ein Městys.

## Gemeindegliederung
Für den Městys Ostrov u Macochy sind keine Ortsteile ausgewiesen. Zu Ostrov u Macochy gehört die Ortslage Pindulka.

## Sehenswürdigkeiten

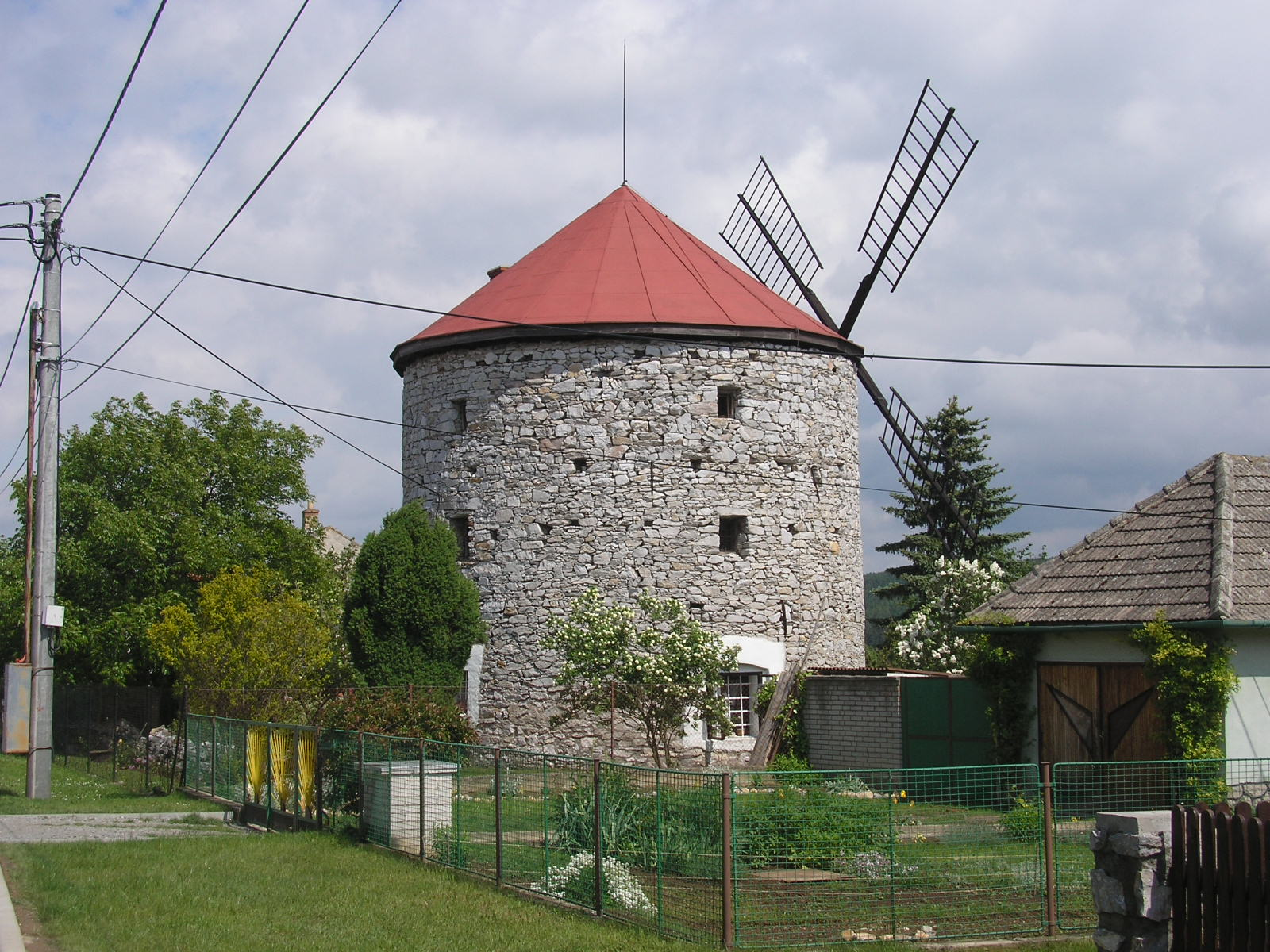
Windmühle in Ostrov

- Pfarrkirche der hl. Maria Magdalena. Der spätbarocke Kirchenbau wurde 1785 an der Stelle eines Vorgängerkirche errichtet und wurde 2005 saniert.
- Statue des hl. Johannes von Nepomuk
- Denkmal der Opfer des Zweiten Weltkrieges, auf dem Sockel befand sich bis 1945 die Kaiserbüste
- steinerne Holländerwindmühle am südwestlichen Ortsende, sie wurde wahrscheinlich 1865 erbaut.
- Doline Macocha
- Höhle Balcarka